# جادیلسون (بازیکن فوتبال)
جادیلسون (به پرتغالی: José Jadílson dos Santos Silva) مدافع اهل برزیل است که در شهر ماسیو و در تاریخ ۴ دسامبر ۱۹۷۷ به دنیا آمده‌است.
جادیلسون در تیم‌های فوتبال پورتوگوئسا سابقهٔ حضور دارد.